# Laudalkammen
Der Laudalkammen ist ein eisfreier Gebirgskamm in den Kottasbergen (Neuschwabenland, Ostantarktika), der sich über eine Länge von 2,5 km in Nord-Süd-Richtung erstreckt und eine maximale Höhe von 1445 m über dem Meer erreicht. Nach Norden löst sich der Kamm in einzelne Nunataks auf, darunter der kleine Weigelnunatak, im Süden wird er vom 1962 m hohen Haukelandnuten überragt.

## Geologie
Der Gebirgskamm besteht vorwiegend aus rosafarbenen Granit, der im Gegensatz zu den Gesteinen in benachbarten Teilen der Kottasberge nicht metamorph überprägt ist. In dem Granit tritt ein dunkelgrauer Diorit als mächtiger Lagergang auf. Sowohl der Granit als auch der Lagergang zeigen Anzeichen einer schwachen Deformation in Form einer weitständigen Foliation. Als jüngste tektonische Elemente lassen sich am Nordende des Laudalkammen nahezu senkrechte Abschiebungen beobachten.

## Entdeckung und Erforschung
Am 20. Januar 1939 wurden die Kottasberge beim Bildflug I der Deutschen Antarktischen Expedition 1938/39 entdeckt, durch den Ausfall der Steuerbordkamera allerdings nicht fotografisch dokumentiert. Eine Benennung einzelner Gipfel und Nunataks wurde nicht vorgenommen.
Während der norwegischen Antarktisexpedition 1956–1960 wurde das Gebiet erstmals photogrammetrisch aufgenommen und zur genaueren Orientierung auch Passpunkte eingemessen. Auf dem seit 1959 herausgegebenen norwegischen Kartenwerk des Dronning Maud Landes wurden viele Objekte in den Kottasbergen nach norwegischen Widerstandsorganisationen und -kämpfern aus dem Zweiten Weltkrieg benannt. Namensgeber für den Laudalkammen ist der Offizier Arne Laudal (1892–1944), ein Anführer der Widerstandsgruppe Milorg, der am 9. Mai 1944 von den deutschen Besatzern hingerichtet wurde.
Die ersten geologischen Forschungsarbeiten wurden in den 1960er Jahren durch britische Geologen durchgeführt. Zwischen 1985 und 1994 besuchten mehrere deutsche Expeditionen das Gebiet, wobei eine detaillierte geologische Karte entstand.